# 時代吉二郎
時代 吉二郎（じだい きちじろう、1942年6月9日 - 2023年2月20日）は、日本の俳優。旧芸名は浜 伸二、浜 伸詞（はま しんじ）。大阪府出身。

## 生涯
浪曲漫才コンビ暁伸・ミスハワイに18歳で弟子入り。京唄子と鳳啓助の「唄啓劇団」で活動しながら、東映京都制作の時代劇で俳優デビュー。強面の風貌と大柄な体格で数多くのテレビ時代劇や舞台で悪役として活躍。杉良太郎の舞台公演では長年に渡って副座長を務め、時代劇の舞台公演を中心に活動。
1960年代から1980年代の芸名は「浜 伸二」。1990年に「浜 伸詞」と改名。杉良太郎の勧めにより、1994年頃から時代吉二郎を名乗る。
2023年2月20日、心不全のため大阪府堺市の病院で死去。80歳没。

## 人物
趣味は野球とボクシング、特技は殺陣。
なお、吉本新喜劇の島木譲二（本名が浜伸二）とは別人である。

## 主な出演

### テレビドラマ

#### 時代吉二郎 名義
- 八丁堀捕物ばなし 第1シリーズ 第7話「兇刃」（1994年1月、CX / 映像京都）
- 名奉行 遠山の金さん 第6シリーズ 第16話「女金貸しの仇討ち」（1994年、ANB / 東映） - 唐木清十郎
- 喧嘩屋右近 第3シリーズ 第9話「母娘のよりも戻します」（1994年、TX / 松竹）
- はぐれ医者・お命預かります! 第8話「贋金造り」（1995年、ANB / 東映） - 勝蔵
- 水戸黄門外伝 かげろう忍法帖 第13話「悪党共よ夢を見ろ」(1995年、TBS / C.A.L) - 勘次
- あばれ医者嵐山 第2話「日陰の女」（1995年、TX / ユニオン映画） - 伏見屋藤蔵
- 月曜ドラマスペシャル / 一色京太郎事件ノート4「京都西陣に消えた女」（1997年、TBS） - 堂本
- 12時間超ワイドドラマ / 次郎長三国志 第2部「喧嘩旅! 次郎長売出す」（2000年、TX / 松竹） - 赤鬼金平 ※杉良太郎版
- 大江戸を駈ける! 第2話「殺された純情」（2000年、TBS / C.A.L） - 弥八
- 医師 問題無ノ介（2014年、BeeTV）

#### 浜伸二・浜伸詞 名義
- 俺は用心棒シリーズ（NET / 東映京都）
  - 帰って来た用心棒 第36話「京洛慕情」（1969年）
  - 用心棒シリーズ 俺は用心棒
    - 第7話「江戸で知った女」（1969年）
    - 第13話「刺客のひそむ夜」（1969年）
    - 第21話「決起の時九人」（1969年）
    - 第26話「暁雲」（1969年）
- 銭形平次（CX / 東映） ※大川橋蔵版
  - 第179話「謎の千両富」（1969年） - ぜん造
  - 第181話「女ふたり」（1969） - 吉藏
  - 第201話「紅い手裏剣」（1970年） - 弥吉
  - 第221話「卑怯者」（1970年） - 泥亀
  - 第244話「猪の呉れた百万両」（1971年） - 赤牛の藤太
  - 第276話「お化け土蔵」（1971年） - 丑松
  - 第307話「びいどろを吹く女」（1972年） - 儀助
  - 第352話「谷中河童横丁」（1973年） - 文太
  - 第442話「風は哭いていた」（1974年） - 抜舟の勘八
  - 第472話「母の裁き」（1975年） - 池松
  - 第490話「おっ母あ!」（1975年） - 松
  - 第502話「償いの道」（1975年） - ましらの千吉
  - 第517話「江戸に降る雨なみだ恋」（1976年） - 宇留間の鉄
  - 第535話「俺の十手は俺の手で」（1976年） - 般若政
  - 第551話「花と泥」（1976年） - 熊
  - 第562話「風車の唄」（1977年） - 源八
  - 第586話「壺振りのお駒」（1977年）
  - 第640話「通り魔」（1978年） - 源八
  - 第668話「危機一髪!辰の下刻」（1979年） - 源次
  - 第741話「負けるな!父」（1980年） - 伊佐三
  - 第807話「人情寿限無ばなし」（1982年） - 由松
  - 第888話「ああ十手ひとすじ!!八百八十八番大手柄 さらば我らの平次よ永遠に」（1984年） - 浪人
- 近衛十四郎 素浪人シリーズ（NET / 東映）
  - 素浪人 花山大吉
    - 第42話「大めし喰らって弱かった」（1969年） - 村相撲の横綱・熊虎
    - 第67話「伜にゃ過ぎた母だった」（1970年） - 江古田一家の子分
    - 第76話「大金持ちほどケチだった」（1970年） - 雲助
    - 第92話「片目の竜が狙っていた」（1970年） - 独眼竜の手下
    - 第100話「読めば読むほど駄目だった」（1970年） - 浪人

  - 素浪人 天下太平
    - 第9話「山の彼方の悪を断つ」（1973年）
    - 第17話「晴れたら金の鈴鳴らそ」（1973年） - 大熊

  - いただき勘兵衛 旅を行く
    - 第1話「神も仏もあったとさ」（1973年） - 黒澤屋の子分・常次郎
    - 第16話「無法は通さぬ道だとさ」（1974年） - 赤鞘組の侍・園部
- 天を斬る（NET / 東映）
  - 第16話「氷雨の宿」（1970年） - 脱藩浪士を追う侍
  - 第20話「雪割人形」（1970年） - 遠藤
- 燃えよ剣（NET / 東映） ※栗塚旭版
  - 第1話「新選組前夜」（1970年） - 試衛館前で噂話をする武士
  - 第14話「壬生 星あかり」（1970年） - 新選組八番隊伍長・山口圭之助（偽者）
  - 第25話「シノビリカ」（1970年） - 大和屋友次郎
  - 第26話「新選組副長 土方歳三」（1970年） - 大和屋友次郎
- 紅つばめお雪 第12話「穴はひとすじ」（1970年、NET）- 浪人
- さむらい飛脚（NET / 東映）
  - 第1話「鬼の走る道」（1971年）
  - 第4話「夜あらし甲州路」（1971年） - 女盗賊配下の浪人
  - 第13話「冬の花笠」（1971年）
- 柳生十兵衛 第23話「柳生の竜虎」（1971年、CX / 東映） - 赤猿 ※山口崇版
- 軍兵衛目安箱 （1971年、NET / 東映）
  - 第2話「陽の当たる町」
  - 第11話「いろはにほへと」 - 国造
  - 第18話「流れ星の花」
- 木枯し紋次郎シリーズ
  - 木枯し紋次郎（CX / C.A.L）
    - 第4話「女人講の闇を裂く」（1972年）
    - 第12話「木枯しの音に消えた」（1972年）
    - 第32話「明鴉に死地を射た」（1973年）

  - 新 木枯し紋次郎 第26話「お百度に心で詫びた紋次郎」（1978年、12ch / C.A.L）
- 世なおし奉行（NET / 東映）
  - 第6話「二つの脅迫状」（1972年）
  - 第21話「黄金の罠」（1972年）
- お祭り銀次捕物帳 第1話「出発の歌」（1972年、CX / 東映） - 浪人
- 紫頭巾事件帖 第19話「殴り込み女仁義」（1972年、12ch / 松竹） - 佐野
- 二人の素浪人（CX / 東映）
  - 第3話「居合い斬り宿場の嵐」（1972年）
  - 第8話「一万両を賭けた脱出」（1972年） - 盗賊団の浪人
- 隼人が来る（CX / 東映）
  - 第1話「殴り込み獅子ヶ原」（1972年） - 堀口大膳の家臣
  - 第11話「嵐を呼ぶ密書」（1972年）
  - 第25話「野望の城」（1973年）
- 必殺シリーズ（ABC / 松竹）
  - 必殺仕掛人 第7話「ひとでなし消します」（1972年） - 岩井
  - 必殺仕置人 第25話「能なしカラス爪をトグ」（1973年） - 黒川兵庫
  - 助け人走る
    - 第5話「御生命大切」（1973年） - 伊東
    - 第10話「水中大作戦」（1973年） - 和田
    - 第21話「心中大悲憤」（1974年）
    - 第26話「凶運大見料」（1974年） - 岩三
    - 第21話「心中大悲憤」（1974年） - 門井新八郎
    - 第33話「忠誠大心外」（1974年） - 侍

  - 暗闇仕留人
    - 第5話「追われて候」（1974年） - 供の者
    - 第9話「懸想して候」（1974年） - 浪人
    - 第16話「間違えて候」（1974年） - 同心

  - 必殺必中仕事屋稼業
    - 第6話「ぶっつけ勝負」（1975年） - 駒六
    - 第25話「乱れて勝負」（1975年） - 又三

  - 必殺仕置屋稼業
    - 第18話「一筆啓上不実が見えた」（1975年） - 弥助
    - 第28話「一筆啓上崩壊が見えた」（1976年） - 松吉

  - 必殺仕業人
    - 第3話「あんたあの娘をどう思う」（1976年） - 牢役人
    - 第11話「あんたこの根性をどう思う」（1976年） - 伊原

  - 必殺からくり人
    - 第1話「鼠小僧に死化粧をどうぞ」（1976年） - 侍
    - 第6話「秘めごとは白い素肌にどうぞ」（1976年） - 高利貸し

  - 必殺からくり人・血風編 第6話「悲恋を葬る紅い涙」（1976年） - 塩沢
  - 新・必殺仕置人
    - 第4話「暴徒無用」（1977年） - 手下 玄次
    - 第20話「善意無用」（1977年） - 吉次郎

  - 必殺商売人 第22話「殺した奴をまた殺す」（1978年） - 寅
  - 翔べ! 必殺うらごろし 第10話「女は子供を他人の腹に移して死んだ」（1979年） - 黒沼
  - 必殺仕事人
    - 第46話「怨技非業竹光刺し」（1980年） - 中津川隼人
    - 第65話「散り技花火炸裂乱れ斬り」（1980年） - 井上

  - 必殺仕舞人 第12話「おちゃれ節騙した男へ波しぶき - 紀伊 -」（1981年） -藤松
  - 新・必殺仕事人
    - 第1話「主水腹が出る」（1981年） - 白井佐十郎
    - 第20話「主水つらく夜勤する」（1981年） - 甚八

  - 必殺仕事人III 第15話「加代に死の宣告をしたのは主水」（1983年） - 山下
  - 必殺仕事人IV 第8話「せんとりつ子供をもらう!?」（1983年） - 三五郎
  - 必殺剣劇人 第8話「あばよ!」（1987年） - 勘八
- 遠山の金さんシリーズ（NET・ANB / 東映）
  - 遠山の金さん捕物帳 （NET / 東映） ※中村梅之助版
    - 第88話「月夜に浮かぶ男」（1972年）
    - 第119話「平手造酒を斬った男」（1972年） - 飯岡助五郎一家の豚松
    - 第131話「江戸の花を咲かせた女」（1973年） - 浪人
    - 第137話「匂い袋の女」（1973年）
    - 第156話「剃刀と呼ばれた男」（1973年） - 島抜けの罪人・勝次郎
    - 第165話「玉の輿を蹴る女」（1973年）

  - ご存じ金さん捕物帳 第2話「恋ごころ出世纏」（1974年、NET / 東映） ※橋幸夫版
  - 遠山の金さん （NET / 東映）※杉良太郎版
    - 第1シリーズ
      - 第8話「鬼火を消せ!!」（1975年） - 文三
      - 第18話「島帰りを探れ!!」（1976年）
      - 第32話「逢びきは三途の川で」（1976年）
      - 第50話「血染めの姉妹簪」（1976年）
      - 第76話「誘拐身代二千両」（1977年）

    - 第2シリーズ
      - 第17話「待ちぼうけの女」（1979年） - 村雨の秀
      - 第30話「怨みをはらす紅化粧」（1979年） - 由次郎

  - 遠山の金さん 第33話「戦慄!十五発の殺人爆裂弾!」（1982年、ANB / 東映） ※高橋英樹版
  - 名奉行 遠山の金さん（ANB / 東映） ※松方弘樹版
    - 第1シリーズ 第21話「消えた三万両!?」（1988年）  - 子分
    - 第2シリーズ 第21話「花火が見ていた悪の顔」（1989年）  ※浜伸二 名義
    - 第3シリーズ 第19話「毒薬を買う女」（1991年） - 今朝三 ※浜伸詞 名義
    - 第4シリーズ 第12話「仕組まれた逆玉の輿」（1992年） - 小柳十郎 ※浜伸詞 名義
    - 第5シリーズ 第16話「獄門台から逃れた男と女」（1993年） - 虎三 ※浜伸詞 名義
- 忍法かげろう斬り 第10話「男が死ぬとき」（1972年、KTV / 東映）
- 地獄の辰捕物控（NET / 東映）
  - 第7話「無縁佛が旅に出た」（1972年）
  - 第9話「かんざしの向うにお玉がいる」（1972年）
  - 第12話「女の目に海が光った」（1972年）
- 大岡越前（TBS / C.A.L）
  - 第3部
    - 第13話「恐怖の連判状」（1972年） - 小十郎の配下
    - 第23話「狙われた男」（1972年）

  - 第4部 第18話「似顔絵の女」（1975年）
  - 第5部 第17話「帰って来た木鼠小僧」（1978年） - 山猫の権次
  - 第6部 第5話「義賊業平小僧」（1982年） - 条八
  - 第8部
    - 第13話「復讐唐人剣」（1984年） - 紋次
    - 第16話「抜け荷暴いた娘掏摸」（1984年）
    - 第19話「闇夜に咲いた魔性の女」（1984年）

  - 第10部 第10話「命を賭けた悲哀の捕縄」（1988年） - 松吉
  - 第11部 第8話「鬼を強請った女」（1990年） ※浜伸詞 名義
  - 第12部 第14話「姫様の好物ふかし藷」（1992年） - 藤次 ※浜伸詞 名義
  - 第13部 ※浜伸詞 名義
    - 第4話「掏った財布に葵の御紋」（1992年） - 富吉
    - 第8話「抜荷の鍵は仏様」（1993年） - 鬼塚の又五郎
    - 第21話「恐怖!どくろ党の復讐」（1993年） - 鮫七

  - 第14部 第11話「狐火の五千両」（1996年、TBS / C.A.L） - 仙三 ※時代吉二郎 名義
- 長谷川伸シリーズ（NET / 東映）
  - 第10話「旅の風来坊」（1972年）
  - 第22話「抱寝の長脇差」（1973年）
- 水戸黄門（TBS / C.A.L）
  - 第2部 第18話「母子追分・追分」（1971年）
  - 第3部 第23話「仇討ち博多人形・博多」（1972年） - 米八
  - 第4部
    - 第8話「忍び狩り・米沢」（1973年） - 重三郎
    - 第29話「しのびの殿さま・郡山」（1973年）

  - 第5部
    - 第5話「苦難を越えて・松本」（1974年）
    - 第15話「黄門さまの鬼退治・岡山」（1974年）
    - 第24話「二人の御老公・佐賀」（1974年）

  - 第6部
    - 第2話「哀愁稗搗節・宮崎」（1975年）
    - 第12話「宍道湖慕情・松江」（1975年）
    - 第17話「若君替玉作戦・松山」（1975年）
    - 第21話「ど根性河内節・八尾」（1975年）

  - 第7部
    - 第8話「ちゃんの土俵入り・青森」（1976年）
    - 第26話「馬にひかれて善光寺・長野」（1976年）

  - 第8部
    - 第13話「芝居になった漫遊記・伊勢」（1977年） - 雲助
    - 第25話「初春博多囃子・博多」（1978年）

  - 第9部 第1話「北国への旅立ち・水戸」（1978年）- 船頭
  - 第10部 第24話「襲われた中馬街道・韮崎」（1980年）
  - 第14部 第14話「鬼と呼ばれた黄門様・本庄」（1984年）- 五郎八
  - 第16部 第37話「初春献上二人彫・日光」（1987年） - 勝造の子分
  - 第17部
    - 第10話「泣き笑い献上仏壇・尾張」（1987年） - 紋太
    - 第22話「惚れた娘はお姫様・竜野」（1988年） - 熊造

  - 第18部 ※浜伸二 名義
    - 第19話「幸せ運んだ子守唄・島原」（1989年）
    - 第23話「夢芝居!? 八兵衛の若旦那・京」（1989年）

  - 第19部 第12話「仇討ち悲願の名人芸・一関」（1989年） ※浜伸二 名義
  - 第20部 ※浜伸詞 名義
    - 第10話「悪を裁いた仇討ち芝居・姫路」（1991年） - 門馬欣三郎
    - 第20話「弥七を狙う女・八代」（1991年） - 源太
    - 第25話「紫頭巾が悪を斬る・中津」（1991年） - 佐竹
    - 第27話「銘酒守った身代わり花嫁 -広島-」（1991年5月13日） - 辰蔵の子分
    - 第38話「呑ん兵衛医者の秘密・酒田」（1991年） - 伝造

  - 第21部 第32話「世直し旅よ永遠に・江戸」（1992年） - 熊辺源十郎 ※浜伸詞 名義
  - 第22部
    - 第15話「牢屋に入った黄門様・広島」（1993年） - 丑松 ※浜伸詞 名義
    - 第30話「黄金の島の鬼退治 -佐渡-」（1993年） - 権十 ※時代吉二郎 名義

  - 第23部 ※時代吉二郎 名義
    - 第6話「姥捨は鬼の仕業・小諸」（1994年） - 般若
    - 第14話「母を慕った逃亡者・敦賀」（1994年） - 目明し
    - 第36話「迷子になった黄門様・岐阜」（1995年） - 源六

  - 第24部
    - 第22話「冤罪晴らす復讐の刃 -敦賀-」（1996年） ※時代吉二郎 名義
    - 第27話「一陽来復米沢の春・米沢」（1996年） - 藤太 ※時代吉二郎 名義

  - 第25部 第13話「若様の水門破り・高松」（1997年） - 遊び人 ※時代吉二郎 名義
  - 第27部 第1話「旅のはじめの恋騒動・水戸・岩城」（1999年） - 恩田武平 ※時代吉二郎 名義
  - 第31部 第8話「壊れた香炉は職人魂・桑名」（2002年） ※時代吉二郎 名義
  - 第35部 第18話「脱藩者は老公に瓜二つ・佐伯」（2006年）- 浪人 ※時代吉二郎 名義
- お祭り銀次捕物帳 第1話「出発の歌」（1972年、CX / 東映） - 浪人
- 新選組（CX / 東映） ※鶴田浩二版
  - 第8話「浪士 糺の森に集結す」（1973年）
  - 第15話「油小路の闘いをこえて」（1973年）
- ぶらり信兵衛 道場破り（CX / 東映）
  - 第2話「さむらいの子」（1973年）
  - 第12話「金太の嫁さん」（1973年）
  - 第25話「妻と呼びたい」（1974年）
  - 第40話「めぐりあい」」（1974年） - 蜂屋
- 江戸を斬るシリーズ（TBS / C.A.L）
  - 江戸を斬る 梓右近隠密帳 第11話「小坊主剣客」（1973年）
  - 江戸を斬るII
    - 第6話「濡れ鼠 河内山宗春」（1975年） - 船頭
    - 第19話「桜吹雪が闇に舞う」（1976年）

  - 江戸を斬るIII 第1話「江戸を斬るIII」（1977年）
  - 江戸を斬るVI 第12話「鍾馗が解いた贋金事件」（1981年） - 儀十
  - 江戸を斬るVIII 第12話「情に泣いた娘掏摸」（1994年） - 安 ※時代吉二郎名義
- 斬り抜ける（ABC / 松竹）
  - 第1話「不義者俊平」（1974年）- 寺内源之進
  - 第20話「作州炎上」（1975年）- 榊原
- 編笠十兵衛（CX / 東映）
  - 第4話「襲撃」（1974年）
  - 第6話「追憶」（1974年） - 杉江百介
- 池田大助捕物日記（1974年、KTV）
- 運命峠（KTV / 東映） ※田村正和版　
  - 第6話「みだれ雲 愛と剣」（1974年）
  - 第18話「斬風闇を裂く」（1974年）
- 影同心シリーズ（MBS / 東映）
  - 影同心（1975年）
    - 第1話「夜霧の殺し節」 - 万作
    - 第24話「男の操は殺し節」 - 千葉
    - 第26話「金がかたきの殺し節」 - 大工

  - 影同心II
    - 第3話「遅れて咲いた彼岸花」（1975年） - 虎松
    - 第9話「山茶花一輪武士の首」（1975年） - 塚田金十郎
- 宮本武蔵 第4話「決斗・般若坂」（1975年、KTV / 歌舞伎座） - 大友　※市川海老蔵版
- 十手無用 九丁堀事件帖（NTV / 東映）
  - 第12話「狙われた玉の輿」（1975年） - 池田
  - 第20話「奈落の花」（1976年） - 源次
- お耳役秘帳 第4話「六万石を喰う男」（1976年、KTV / 歌舞伎座テレビ） - 滝川記一郎
- 五街道まっしぐら! 第7話「びわ湖に散った沙羅の花」（1976年、NET / 東映）
- 桃太郎侍（NTV / 東映） ※高橋英樹版
  - 第10話「のろ松恋ごころ」（1976年）- 竹造
  - 第12話「はるかなる江戸の灯」（1976年）- 源次
  - 第29話「ふるさとは遠かった」（1977年）- 藤吉
  - 第73話「十手と恋と初手柄」（1978年）- 辰造
  - 第99話「引越して来たスゴい奴」（1978年）- 十六夜
- 暴れん坊将軍シリーズ（ANB / 東映）
  - 吉宗評判記 暴れん坊将軍
    - 第6話「天晴れ!芋侍」（1978年） - 久六の子分
    - 第24話「七里飛脚は鬼より恐い」（1978年） - 作造
    - 第37話「女の一途に目を醒せ!」（1978年） - 三次
    - 第51話「魚河岸の花嫁」（1979年） - 伝次
    - 第70話「三万石よりどじょう鍋」（1979年） - 吉辺
    - 第79話「天下御免！おふくろの味」（1979年） - 半助
    - 第115話「一攫千金ご用心」（1980年） - 倉田玄内
    - 第150話「花も恥じらう白浪渡世」（1981年） - 時蔵
    - 第164話「心の鎖は人情で裂け!」（1981年） - 鳥蔵
    - 第170話「決斗！甲州笛吹川」（1981年） - 典馬

  - 暴れん坊将軍II
    - 第40話「泣くな 隠密落第生!」（1983年） - 野火の仙造
    - 第89話「八丁堀 師走の恋唄」（1984年） - 黒須
    - 第141話「信濃路 新さん賭場荒らし!」（1986年） - 榊主水
    - 第182話「燃える江戸城! 男たちの一番纏!」(スペシャル)（1987年） - 伝造

  - 暴れん坊将軍III
    - 第68話「『カ』の女の目安箱」（1989年） - 清助
    - 第97話「500回記念スペシャル・将軍琉球へ渡る 天下分け目の決闘」（1990年）

  - 暴れん坊将軍IV
    - 第9話「人情!め組の成金騒動」（1991年） - 岩松 ※浜伸詞 名義
    - 第38話「狙われた江戸城の花嫁!（スペシャル）」（1991年） - 武藤 ※浜伸詞 名義

  - 暴れん坊将軍V
    - 第2話「隠居金千両の行方」（1993年） - 竹蔵 ※浜伸詞 名義
    - 第27話「天下御免の偽十手」（1993年） - 木田 ※浜伸詞 名義

  - 暴れん坊将軍VI 第15話「遠い昔の花嫁衣裳」（1995年） - 桑山石見 ※時代吉二郎 名義
- 達磨大助事件帳 第18話「雪に散る子守り唄」（1978年、ANB / 前進座 / 国際放映） - 永倉市兵衛
- 若さま侍捕物帳（ANB / 国際放映） ※田村正和版
  - 第3話「参上!!涙の大脱走」（1978年）
  - 第7話「参上!!悪魔の使者（1978年）
- 風鈴捕物帳 第11話「浮世絵殺人事件」（1979年、ANB / 東映）
- 新五捕物帳 第58話「ふきっ溜りの青春」（1979年、NTV / ユニオン映画）- 浪人
- 長七郎天下ご免! 第4話「変身! 炎の京人形」（1979年、ANB / 東映） - 中村
- そば屋梅吉捕物帳 第19話「江戸を走る影法師」（1980年、12ch / 国際放映） - 生首丹左
- 雪姫隠密道中記 第25話「命を賭けた恩返し・保土ヶ谷」（1980年、MBS / 東映）
- 時代劇スペシャル
  - 清水次郎長2 風雪流れ旅（1982年、CX / 東映） - 源七 ※西郷輝彦版
  - 岡っ引どぶ5 風車殺人事件（1983年、CX / 映像京都） ※田中邦衛版
- 同心暁蘭之介 第20話「地獄の沙汰」（1982年、CX / 杉友プロダクション）
- 源九郎旅日記 葵の暴れん坊 第17話「瀬戸は夕焼け 夫婦舟」（1982年、ANB / 東映） - 甚太
- 松平右近事件帳（NTV / ユニオン映画）
  - 第27話「はぐれ鳥の唄」（1982年）- 釘六
  - 第47話「囮にされた放蕩息子」（1983年）- 仙太
  - 第50話「闇に咲く花なみだ花」（1983年）- 仙造
- 右門捕物帖 第2シリーズ 第8話「高嶺の花 おいらん騒動」（1983年、NTV / ユニオン映画） ※杉良太郎版
- 三匹が斬る!シリーズ（ANB / 東映）
  - 三匹が斬る! 第20話「かごで行く噂の名医は吸血鬼」（1988年）
  - 続・三匹が斬る! 第16話「名物の喧嘩団子が結ぶ恋」（1989年）
  - また又・三匹が斬る! 第14話「戸隠は、女郎の恨みか鬼女の花」（1991年） - 村上典膳 ※浜伸詞 名義
- 長七郎江戸日記（NTV / ユニオン映画）
  - 第2シリーズ 第39話「怠なれど愚ならず」（1989年） -  藤蔵
  - 第2シリーズ 第57話「夕映えの女」（1989年） - 久蔵
  - 第3シリーズ 第20話「恋しぐれ、女スリ」（1991年、NTV / ユニオン映画） - 鬼火の権八 ※浜伸詞 名義
- 鬼平犯科帳 第1シリーズ 第6話「むっつり十蔵」（1989年、CX / 松竹）
- 八百八町夢日記（NTV / ユニオン映画）
  - 第1シリーズ 第12話「一千両の大勝負」（1989年） ※スペシャル版2
  - 第2シリーズ 第13話「哀しみの刺客」（1992年、NTV / ユニオン映画） - 島造 ※浜伸詞 名義
- 大岡政談 魔像（1989年、CX）※杉良太郎版
- 右門捕物帖 血染めの矢 江戸 - 長崎 黄金強奪連続殺人に必殺の十手が挑む!（1989年、ANB / 東映）
- 12時間超ワイドドラマ 宮本武蔵（1990年、TX / 東映） ※北大路欣也版
- 将軍家光忍び旅 第1シリーズ 第13話「決闘！子の刻参上」（1991年、ANB / 東映） - 権三 ※浜伸詞 名義
- あばれ八州御用旅（TX / ユニオン映画）
  - 第2シリーズ 第14話「炎の地獄に見た人情」（1991年） - 馬宿の定五郎 ※浜伸詞 名義
  - 第2シリーズ 第20話「水郷に咲いた夫婦花」（1991年） - 勘八 ※浜伸詞 名義
  - 第3シリーズ 第5話「一天地六 賽の目地獄」（1992年） - 富五郎 ※浜伸詞 名義
- 半七捕物帳（NTV / ユニオン映画） ※里見浩太朗版
  - 第1話「仏の半七 鬼になる!」（1992年） - 夜鴉の繁蔵 ※浜伸詞 名義
  - 第15話「べらんめえお嬢様」（1993年） - 鮫三 ※浜伸詞 名義

### 映画
- 桜の代紋（1973年、東宝 / 勝プロ） - 西神組組員 ※浜伸二 名義

### 主な舞台
- 近藤真彦デビュー10周年特別企画「若親分」（1990年）
- 坂本龍馬（1992年、新歌舞伎座） - 吉井友実
- 幡随院長兵衛（1993年、新歌舞伎座） - 幡随院長兵衛の子分・放駒四郎兵衛
- 杉良太郎特別公演「遠山の金さん 江戸の一番星」「中乗り新三」（1997年、明治座）
- 杉良太郎明治座出演二十五周年記念公演「旅鴉半次郎 ふりむけば夕陽」（1998年、明治座）
- 杉良太郎特別公演「遠山の金さん 江戸のわらじ唄」（2001年）
- 早乙女太一・大阪新歌舞伎座最年少座長公演「千年の祈り」「相馬の千太郎」（2008年、新歌舞伎座）
- 細川たかし・長山洋子特別公演「ゆうれい貸します うらめし屋繁昌記」（2009年、明治座） - 唐紅屋の主人
- 劇団朱雀 早乙女太一 新歌舞伎座さよなら公演「雪の渡り鳥」（2009年、新歌舞伎座）
- 天童よしみ特別公演「天童よしみの紅頭巾 弁天小僧」（2009年、御園座） - 岡っ引き・鬼瓦の甘太
- 杉良太郎プロデュース なんば新歌舞伎座最終公演「新版 拝領妻始末」（2009年、新歌舞伎座） - 側用人・高橋
- 名取裕子主演「梅咲きぬ」（2010年、御園座） - 閻魔の鬼吉
- GACKT公演「眠狂四郎 無頼控」（2010年 - 2011年、日生劇場・新歌舞伎座・中日劇場・東京国際フォーラム他） - 備前屋の大番頭・利助
- 劇団朱雀特別公演 早乙女太一「極付」第1部『夕笛 -Yubue-』（2010年、東京国際フォーラム他） - 家老
- 劇団朱雀公演 早乙女太一「新説・天一坊騒動」（2011年、明治座）
- 天童よしみ特別公演「夫婦善哉外伝 雨やどり恋歌」（2011年、御園座・博多座） - 居酒屋「浜中」の主人
- GACKT公演「MOON SAGA 義経秘伝」（2012年、赤坂ACTシアター・御園座・福岡市民会館・梅田芸術劇場・東京国際フォーラム）
- 新宿昭和ラストナイト（2013年、紀伊國屋ホール）
- 藤あや子特別公演「滝の白糸 波乱に満ちたヒロイン白糸のはかなくも哀しい愛の物語」（2013年、中日劇場）
- 花や蝶や（2014年、東京芸術劇場シアターイースト）
- 坂本冬美特別公演「新版 女の花道」（2014年、新歌舞伎座）

ほか多数